# Liste von Gleisanschlüssen in Leipzig
Die Liste von Gleisanschlüssen in Leipzig listet aktuelle und historische Gleisanschlüsse in Leipzig mit Informationen zu Bahnhof, Nutzern, Mitnutzern und deren Anschrift auf.

## Legende
Die Spalten der Tabelle listen die nachfolgend erläuterten Informationen zu den Gleisanschlüssen in Leipzig auf:
- Bahnhof: Bahnhof, von dem das Anschlussgleis abzweigt
- Anschlussbahn: Anschlüsse mit Nummern laut Landesarchiv Sachsen-Anhalt
- Nutzer/Mitnutzer: Anschließende Firmen laut railway.tools und Landesarchiv Sachsen-Anhalt
- Anschrift: Straßenadresse der anschließenden Firma oder Firmen

## Aktuelle Gleisanschlüsse in Leipzig (Stand 2022)
| Bahnhof                  | Nutzer/Eigentümer                                         | Mitnutzer                                                    | Anschrift/Ort                                                                    |
| ------------------------ | --------------------------------------------------------- | ------------------------------------------------------------ | -------------------------------------------------------------------------------- |
| Leipzig Hbf (LL)         | Leipziger Eisenbahnverkehrsgesellschaft mbH               |                                                              | Rosa-Luxemburg-Straße 72, 04315 Leipzig                                          |
| Leipzig-Messe (LNW)      | LBU Leipziger Beton-Union GmbH                            |                                                              | Kossaer Str. 2, 04356 Leipzig                                                    |
| Leipzig-Wahren (LLW)     | Porsche Leipzig GmbH                                      |                                                              | Porschestraße 1, 04158 Leipzig                                                   |
| Leipzig-Mockau (LLMO)    | Stadt Leipzig - Liegenschaftsamt                          | Logistikpark Leipzig (ehemals Quelle), BMW AG, Messe Leipzig | Am Alten Flughafen 1, 04356 Leipzig                                              |
| Leipzig-Plagwitz (LLP)   | Verein Eisenbahnmuseum Bayrischer Bahnhof zu Leipzig e.V. |                                                              | Kurt-Kresse-Straße, 04229 Leipzig                                                |
| Leipzig-Plagwitz (LLP)   | Stadt Leipzig - Liegenschaftsamt                          |                                                              | Anschlussweiche A1, Bahnstrecke Leipzig-Plagwitz–Leipzig Miltitzer Allee, km 1,4 |
| Leipzig-Schönefeld (LLS) | SIAG Tube & Tower GmbH                                    |                                                              | Kamenzer Straße 3, 04347 Leipzig                                                 |

## Historische Gleisanschlüsse in Leipzig (bis Ende des 20. Jahrhunderts)

### Leipzig-Berliner Bahnhof (LLBB)und Hauptbahnhof (LL)
| Anschlussbahn            | Nutzer | Mitnutzer | Anschrift                           |
| ------------------------ | --- | --- | ----------------------------------- |
| 193 Privatgleisanschluss | 1. Rat der Stadt Leipzig, Grundstücksamt 2. Rat des Stadtkreises Leipzig, Haus- und Grundbesitz 3. VEB (K) Grundstücksverwaltung Leipzig                                                        | 1. Fa. W. Schlegel Leipzig 2. Fa. Rohstoffgesellschaft für Holzgewerbe 3. Edehag Leipzig 4. Fa. Gebr. Liebscher | Mockauer Straße/Rosenowstraße       |
| 195 Nebenanschlussbahn   | VEB (K) Verkehrsbetriebe Stadt Leipzig | | Katzbach-, später Haferkornstraße 4 |
| 197 Anschlussbahn        | VEB Wollkämmerei Leipzig | | Volbedingstraße 2                   |
| 205 Hauptanschlussbahn   | VEB TEGA Sauerstoffwerk Leipzig | | Rackwitzer Straße 24                |
| 244 Nebenanschlussbahn   | VEB Leipziger Wollkämmerei | Fa. Asphaltwerke Robert Köllner, Leipzig VEB Asphaltierung Leipzig                                              | Volbedingstraße 2, Plößner Weg 54   |
| 254 Nebenanschluss       | Industriegleis X 1. Stadtgemeinde Leipzig, Grundstücksamt 2. F. Fikentscher, Maschinenfabrik (später Druckma Schnellpressenfabrik GmbH Leipzig und C. A. Voigt, Dampfsägewerk und Kistenfabrik) | Leipziger Kommissions- und Großbuchhandel                                                                       | Mockauer Straße / Rosenowstraße     |
| 255 Anschlussgleis       | Oberpostdirektion Leipzig (Überführung von Frachtgütern nach dem Postgüterbahnhof Leipzig) | | Rohrteichstraße 8                   |
| 269 Nebenanschlussbahn   | abzweigend vom Gleis Z der Stammgleisanlage des Rates der Stadt Leipzig: VEB Eisenbau Leipzig (ehemals Fa. Liebscher)                                                                           | | Rosenowstraße 25                    |
| 271 Nebenanschluss       | Kommunale Wohnungsverwaltung, Stadtbezirk Nordost Leipzig (abzweigend vom Stammgleis Z) | VEB Fräs- und Schleifmaschinenwerk Mikrosa Leipzig, Werk I (ehemals Fa. Arno Krebs)                             | Mockauer Str. 8                     |
| 277 Privatgleisanschluss | 1. Heinrich Aug. Schulte, Eisenhandel AG 2. Fa. Rudolph Karstadt AG Hamburg 3. Fa. Ferdinand F                                                                                                  | | Lagerhofstraße 2, Ladestr. IV       |
| 280 Anschlussbahn        | Edleb Lebensmittel-Großhandel Leipzig | | Lagerhofstraße 2, Ladestr. IV       |

### Leipzig-Bayerischer Bahnhof (LLB)
| Anschlussbahn            | Nutzer | Mitnutzer | Anschrift               |
| ------------------------ | --- | --- | ----------------------- |
|                          | Bahnkraftwerk Leipzig-Connewitz | | Arno-Nitzsche-Straße 39 |
| 290 Privatgleisanschluss | Städtisches Gaswerk Leipzig (später VEB Energieversorgung Leipzig, Gaswerk Max Reimann)                                                                 | | Arno-Nitzsche-Straße 35 |
| 291 Anschlussbahn        | 1. VEB Vieh- und Schlachthof Leipzig 2. VEB Fleischkombinat Delicata                                                                                    | 1. Fa. Bloedel & Co. Leipzig 2. Genossenschaft für Fleischerhandwerk Leipzig 3. Konsumgenossenschaft Stadt Leipzig | Altenburger Straße 11   |
| 292 Privatgleisanschluss | Wagenkippanlage der Fa. „Hako“, Handels- und Kohlevertriebsgesellschaft GmbH (später Dt. Handelszentrale Kohle, NL Leipzig und VEB Kohlehandel Leipzig) | | Lößniger Straße 13a     |
| 293 Anschlussbahn        | VEB Schlacht- und Viehhof, Fleischgroßhandel | | Altenburger Straße 11   |
| 294 Anschlussbahn        | VEB Straßen-, Gleis- und Tiefbau Leipzig | | Dösener Weg 37          |

### Leipzig-Dresdner Güterbahnhof (LLD)
| Anschlussbahn            | Nutzer                                                                              | Mitnutzer | Anschrift                                         |
| ------------------------ | ----------------------------------------------------------------------------------- | --- | ------------------------------------------------- |
| 284 Anschlussbahn        | Fa. Berger & Wirth, Farbenfabrik                                                    | | Waldbaurstraße 2                                  |
| 285 Privatgleisanschluss | 1. Samuel Kroch´s Erben, Leipzig 2. Grundstücksverwaltung-Treuhand-AG               | Fa. Martin Niemann, Leipzig                                                                                    | Brandenburger Straße 14                           |
| 286 Anschlussbahn        | VEB Mihoma, Holzbearbeitungsmaschinen Leipzig                                       | | Torgauer Straße 43                                |
| 287 Anschlussbahn        | Großhandelskontor Lebensmittel Leipzig-Stadt                                        | | Hohmannstraße 8                                   |
| 288 Nebenanschlussbahn   | Hauptanschließer: VEB Galvanotechnik Leipzig (ehemals Langbein-Pfanhauser Werke AG) | VEB Zahnrad & Getriebewerk Leipzig, später VEB Fahrzeuggetriebewerk „Joliot Curie“ (ehemals Köllmann-Werke AG) | Torgauer Straße 76                                |
| 289 Anschlussbahn        | VEB Kohlenhandel Leipzig                                                            | | Hermann-Liebmann-Straße 100 (früher: Kirchstraße) |

### Leipzig-Connewitz (LLC)
| Anschlussbahn     | Nutzer                                                       | Mitnutzer | Anschrift            |
| ----------------- | ------------------------------------------------------------ | --------- | -------------------- |
| 295 Anschlussbahn | VEB Energiewerk, Versorgung Leipzig, Kraftwerk „E. Thälmann“ |           | Raschwitzer Straße 4 |

### Leipzig-Eilenburger Bahnhof
| Anschlussbahn          | Nutzer                                                                  | Mitnutzer | Anschrift              |
| ---------------------- | ----------------------------------------------------------------------- | --------- | ---------------------- |
| 206 Hauptanschlussbahn | Versorgungskontor Schnittholz und Holzhalbwaren, Leipzig                |           | Gerichtsweg            |
| 263 Anschlussbahn      | William Rothe KG Leipzig, Futtermittelfabrikation                       |           | Mölkauer Straße 50/52  |
|                        | Buchbindereimaschinenwerk Leipzig (vormals Maschinenfabrik Karl Krause) |           | Zweinaundorfer Str. 59 |
|                        | VEB Sachsenbräu                                                         |           | Mühlstraße 13          |
| 212 Hauptanschlussbahn | Fa. Carl Einführer, Kohlengroßhandel Leipzig                            |           | Schirmerstraße 31      |
|                        | Famos Leipziger Stempelwaren- und Maschinenfabrik                       |           | Eilenburger Straße 55  |

### Engelsdorf (LE)
| Anschlussbahn                           | Nutzer | Mitnutzer | Anschrift                              |
| --------------------------------------- | --- | --- | -------------------------------------- |
| 133 Privatgleisanschluß                 | 1. Fa. Wolf Netter & Jacobi KG, Abt. Eisenbau Schiege Leipzig 2. Dt. Rohrleitungsbau AG, Leipzig 3. VEB ABUS Stahlbau (vormals Mannesmann; später VEB Brücken- u. Stahlbau Leipzig und VEB Metallleichtbaukombinat, Werk) | | Riesaer Straße 74                      |
| 134 Anschlussbahn                       | VEB Energie Leipzig | |                                        |
| 135 Privatgleisanschluß                 | 1. Emil Kahle, Maschinenfabrik Leipzig 2. Fa. Chn. Mansfeld GmbH Leipzig, Maschinenfabrik 3. VEB Polygraph, Papierverarbeitungsmaschinen. Werk Optima Leipzig (später VEB Druckautomatenwerk Optima Leipzig)              | | Riesaer Straße 64                      |
| 136 Anschlussbahn                       | 1. Fa. Kohlensäurewerk, Gewerkschaft Pepetua I, Engelsdorf 2. VEAB für tierische Rohstoffe, Leipzig | | Güterbahnhofstraße 1                   |
| 137 Nebenanschluss                      | Gemeinde Engelsdorf 1. Energie AG, Leipzig 2. VEB Gasversorgung Leipzig, vorher Energieversorgung 3. VEB Verbundnetz West, Dessau 4. VEB Ferngas-Leitungsbau Engelsdorf                                                   | Kraftfahrpark Leipzig, Wehrkreis IV | Hans-Weigel-Straße 2                   |
| 138 Nebenanschluss                      | Gemeinde Engelsdorf 1. Fa. Radegast & Co., Leipzig, Briefumschlagfabrik 2. VEB Papier und Druck Briefumschlagfabrik Sachsen 3. VEB Papierverarbeitungswerk Engelsdorf 4. VEB Vereinigte Wellpapierbetrieb Leipzig         | 1. VdgB (BHG) Engelsdorf 2. VEB Maschinen und Materialreserven Halle | Poststraße 7 (heute Hugo-Aurig-Straße) |
| 139 Industriestammgleis II              | VEB Farben und Lackfabrik Leipzig | Allgemeine Öl Handelsgesellschaft Hamburg | Mühlweg 2                              |
| 140 Nebenanschluss, Mölkauer Stammgleis | Gemeinde Mölkau (später DHZ Chemie) 1. Fa. Atlas Ago Chemische Fabrik AG, Mölkau 2. VEB Schuhchemie Leipzig-Mölkau; VVB Sapotex 3. DHZ Chemie Leipzig                                                                     | VEB Farben und Lackfabrik Leipzig | Mühlweg 2                              |
| 141 – 143 Nebenanschluss                | DHZ Chemie | | Mühlweg 2                              |
| 144 Privatgleisanschluß                 | 1. Fa. Chn. Mansfeld GmbH 2. MEWA, VVB der Metallwarenindustrie Zwickau 3. VEB Leipziger Werke, Leipzig 4. VEB Leuchtenbau Leipzig                                                                                        | | Riesaer Straße 64                      |
| 145 Privatanschlußgleis                 | 1. Fa. Hermann Frenkel, Lackfabrik Mölkau 2. Lacke und Farben, VVB Werk Mölkau 3. VEB Farben und Lackfabrik, Werk Mölkau                                                                                                  | | Mühlweg 2                              |
| 146 Privatgleisanschluß                 | 1. Fa. R. Hermann, Eisengießerei und Maschinenfabrik 2. GUS Eisengießerei Mölkau VEB 3. VEB Eisen und Stahlwerke, Leipzig                                                                                                 | | Gutberletstraße 15                     |
| 147 Privatgleisanschluß                 | 1. A. Schwarze, Holzbearbeitungsfabrik 2. Fa. Robert Herrn, Dampfsäge- und Hobelwerk 3. VEB Holzbauwerke Leipzig, später VEB Holz- und Leichtmetallbauelemente Leipzig                                                    | | Riesaer Straße 52                      |
| 148 Privatgleisanschluß                 | 1. Fa. O. Bärwald AG, Leipzig-Gohlis 2. Fa. E. Brangsch GmbH, Engelsdorf 3. VVB (Z) Bauunion Süd, Maschinen- und Gerätepark, VEB Leipzig-Engelsdorf 4. VEB Baumechanik, Betrieb Engelsdorf                                | 1. Stadtkellerei Leipzig-Panitzsch 2. Konsumgenossenschaftsverband; Kreis Leipzig 3. Gebr. Reif, Blitzableiterfabrik Engelsdorf 4. Sarfert & Stüber Engelsdorf 5. Fa. Otto Winkler, Schrotthandel 6. Leitstelle für Baumaschinen, Cossebaude | Ernst-Guhr-Straße 10                   |
| 149 Nebenanschluss                      | VEB Papierverarbeitung, Werk Engelsdorf | | Poststraße 7 (heute Hugo-Aurig-Straße) |

### Leipzig-Magdeburg-ThüringerBahnhof (LLM), Leipzig-Eutritzsch
| Anschlussbahn                                                                     | Nutzer | Mitnutzer | Anschrift                            |
| --------------------------------------------------------------------------------- | --- | --- | ------------------------------------ |
| 207 Anschlussbahn                                                                 | 1. Fa. Emil Ruhnau KG 2. VEB Metallaufbereitung, Betrieb Leipzig | | Katzbach-, später Haferkornstraße 3  |
| 209 Anschlussbahn                                                                 | 1. VEB Stadtreinigung 2. Rat der Stadt Leipzig | |                                      |
| 214 Privatgleisanschluss                                                          | 1. Ludwig Hupfeld AG, Klavierfabrik Leipzig 2. Bank f. Grundbesitz Leipzig 3. Fa. W. Morell, Tachometerwerk Leipzig 4. Dt. Rechenmaschinenwerke Leipzig 5. Karl J. Busch GmbH Leipzig 6. Junkers Flugzeug- und Motorenwerke AG | | Apelstraße 4                         |
| 217 Anschlussbahn                                                                 | Inhaber: Fa. R. Hohmann i. L. (früher S. Hodes, Leipzig) | Mieter: Genossenschaft des Bau- und Baunebenhandwerks                                                                               | Bitterfelder Straße 8                |
| 219 Anschlussbahn                                                                 | O. Holzmüller, Leipzig | | Katzbach-, später Haferkornstraße 5  |
| 220 Anschlussbahn                                                                 | E. Ruhnau, Alteisen, Leipzig | | Katzbach-, später Haferkornstraße 3  |
| 221 Anschlussbahn                                                                 | VEB Spiritus Wittenberg, Lager Leipzig (später VEB Likörfabrik Zahna, Spirituosenlager Leipzig) | VEB Gärungschemie Dessau | Katzbach-, später Haferkornstraße 15 |
| 222 Gemeinschaftsanschlussbahn                                                    | HO Spezialhandel, Großhandelslager, Leipzig (früher Ministerium für Außenhandel der UdSSR) | |                                      |
| 224 Anschlussbahn Petzscher Mark Gleis VII a                                      | 1. Fa. Villeroy & Boch, Abt. Leipzig 2. Fa. Beaumont & Co., Glas-, Porzellan- und Steingut Großhandel Leipzig 3. Fliesengeschäft R. Gstatter (spätere Übernahme in die PGH Fliesenlegerhandwerk Leipzig)                       | | Bitterfelder Straße 10               |
| 225 Anschlussbahn                                                                 | Genossenschaft des Bäcker-, Müller- und Konditorenhandwerks | | Bitterfelder Straße 8a               |
| 226 Anschlussbahn                                                                 | 1. Deutsche Kraftstoff- und Mineralölzentrale, Tanklager 33, Leipzig 2. VEB Minol, Lager Leipzig | | Dieselstraße                         |
| 227 Anschlussbahn                                                                 | 1. Zänker & Dittrich, Metallhalbfabrikate Großhandel, Leipzig 2. DHZ Maschinen- und Fahrzeugbau Leipzig | | Bitterfelder Straße 13               |
| 228 Anschlussbahn                                                                 | O. Ulrich KG, Fabrik für Gießereibedarf, Leipzig | |                                      |
| 229 Gemeinschaftsanschlussbahn                                                    | Schultheiss-Brauerei AG Dessau (später VEB Brauerei Dessau) und anderer Firmen | | Wittenberger Straße 25               |
| 230 Privatgleisanschluss abzweigend aus der Industriestammgleisanlage (VII b III) | 1. Fa. Robert Bähr, Kistenfabrik Leipzig 2. Fa. Paul Arnold, Baumeister | | Berliner Straße 77                   |
| 231 Privatgleisanschluss                                                          | 1. Fa. B. Arendt, Leipzig 2. Frau Verw. Elisabeth Vogel, Leipzig 3. Fa. Hans Eitner AG 4. Fa. Fenthol & Sandtmann 5. Fa. Mielewerke AG, Gütersloh                                                                              | 1. Fa. Metallfensterfabrik GmbH Leipzig 2. Fa. K. Zuleeg, Leipzig u. a.                                                             | Berliner Straße 73a                  |
| 232 Anschlussbahn, Stammgleis VII B                                               | VEB Kommunale Wohnungsverwaltung Leipzig | |                                      |
| 233 Anschlussbahn                                                                 | 1. Edeka GmbH Leipzig 2. Großhandelskontor Lebensmittel, Niederlassung Leipzig-Stadt (später GHG Nahrungs- und Genußmittel Leipzig)                                                                                            | | Berliner Straße 79                   |
| 234 Anschlussbahn                                                                 | 1. Fa. Wilhelm Kramer Nachf., Holzhandlung 2. Genossenschaft des Bau- und Baunebenhandwerks Leipzig | | Berliner Straße 89                   |
| 235 Gemeinschafts-anschlussbahn                                                   | 1. DHZ Baustoffe Leipzig 2. VEB Baustoffversorgung Leipzig | |                                      |
| 236 Gemeinschaftsanschlussbahn                                                    | Alt-Autoverwertung, R. Blanke, Leipzig | | Katzbach-, später Haferkornstraße 4  |
| 238 Anschlussbahn                                                                 | Fa. Heinrich Kellermann | Fa. Reinhold Saupe | Wittenberger Straße 10               |
| 241 Anschlussbahn                                                                 | 1. Leipziger Kinderwagenwerk Popper & Co. 2. VEB Montagewerk Leipzig | 1. Alfred Vollgraf, Leipzig 2. Arthur Hochgräf Nachf. Inh. Paul Müller, Holzhausen/Sa.                                              | Bitterfelder Straße 14               |
| 243 Anschlussbahn                                                                 | 1. VVB Geldschrankbau - Feuerfest - Leipzig, später 2. VEB Stahlschrankwerk - Feuerfest - Leipzig, später VEB Blechverarbeitungswerk Polygraph Leipzig                                                                         | | Berliner Str. 69                     |
| 245 Anschlussbahn                                                                 | 1. Korksteinfabrik Grünzweig & Hartmann, Leipzig 2. VEB (K) Isolierungen - Schallschutz, Leipzig | | Bitterfelder Straße 15               |
| 250 Anschlussbahn                                                                 | Richard Poetzsch, Kaffeegroßrösterei Leipzig | VEB Montagewerk Leipzig | Bitterfelder Straße 20               |
| 251 Gemeinschafts-anschlussbahn:                                                  | Fa. Schmidt & Söhne, Leipzig Gleis VI c | Mieter: VEB Montagewerk Leipzig | Bitterfelder Straße 19               |
| 253 Gemeinschafts-anschlussbahn:                                                  | Fa. Carl F. Sievers Leipzig (später VEB Leipziger Werkstätten für Möbel und Innenausbau) | VEB (K) Pharmazie Leipzig, ehemals M. Brockmann Chemische Fabrik                                                                    | Katzbach-, später Haferkornstraße 14 |
| 256 Anschlussbahn                                                                 | Fa. Otto Stumpf AG Leipzig Mieter: DHZ Pharmazeutischer Krankenhausbedarf (später VEB) | | Bitterfelder Straße 1                |
| 257 Privatgleisanschluss                                                          | Rat des Stadtkreises Leipzig, Haus- und Grundbesitz | 1. VEB (K) Ausbau Leipzig 2. Bäckermeister Felix Wirth                                                                              | Dessauer Straße 17                   |
| 260 Anschlussbahn                                                                 | Fa. Horbach & Jahns, Leipzig | Pächter: 1. DHZ Maschinen- und Fahrzeugbau 2. GHK Haushaltwaren Leipzig, später GHG Technik und Fahrzeuge 3. VEB IFA Vertrieb Halle | Berliner Straße 69b                  |
| 262 Anschlussbahn                                                                 | 1. Buderus´sche Handelsgesellschaft mbH Leipzig 2. Versorgungskontor Maschinenbauerzeugnisse Leipzig, Fachgebiet Heizungstechnik                                                                                               | | Bitterfelder Straße 2a/4             |
| 264 Anschlussbahn                                                                 | Fa. Albert Braun, Leipzig Pächter: Fa. Paul Engelmann | | Delitzscher Straße 15/17             |
| 266 Anschlussbahn                                                                 | GHK für Lebensmittel Leipzig-Stadt | |                                      |
| 267 Anschlussbahn                                                                 | SIKA Erzeugnisse Scharfe & Kaps KG, Leipzig (später VEB Spezialfolien Leipzig) | | Dessauer Straße 30/34                |
| 268 Privatzweiggleisanschluss                                                     | 1. Fa. Fenthol & Sandtmann, Spedition und Lagerung, Leipzig 2. VEB Dt. Spedition Leipzig | | Wittenberger Straße 9                |
| 272 Privatgleisanschluss                                                          | Quieta-Werke GmbH Leipzig, Nährmittelfabrik | | Wittenberger Straße 5                |
| 273 Anschlussbahn                                                                 | Fa. R. Bähr, Leipzig Pächter: Karl Mehner, Leipzig | | Bitterfelder Straße 21               |
| 274 Gemeinschafts-anschlussanlage abzweigend vom Industriestammgleis 6            | VEB Montagewerk Leipzig | | Bitterfelder Straße 19               |
| 275 Anschlussbahn                                                                 | Genossenschaft des Bäcker-, Müller- und Konditorenhandwerks Leipzig | | Bitterfelder Straße 8a               |
| 276 Anschlussbahn                                                                 | 1. Staatssekretariat für die Verwaltung der Staatsreserven, Materiallager Leipzig (früher Fa. Klöckner & Co., später) | | Wittenberger Straße 1b               |
| 278 Gemeinschaftsbahnanschluss Petzscher Mark VII a                               | Genossenschaft des Glaserhandwerks, Leipzig | |                                      |
| 281 Anschlussbahn                                                                 | VEB Leipziger Verkehrsbetriebe | | Haferkornstraße 4                    |
| 282 Anschlussbahn                                                                 | Fa. Paul Wagner, Döbeln | Verwalter: Leopold Robitzsch, Lebensmittel- und Kaffeegroßhandlung, Leipzig                                                         | Dessauer Straße 22                   |
| 283 Privatgleisanschluss                                                          | 1. Dr. med. Eugen Kuznitzky, New York; Verwalter: Fa. Reimann & Kirmse GmbH, Leipzig (später Verwalter: Rat der Stadt Leipzig) 2. Haus- und Grundbesitz, Nutzer: VEB Montagewerk Leipzig                                       | Fa. Richard Hohmann, Holzhandel Leipzig Alfons Kohl, Holzhandlung Leipzig A. Buchner (später VEB (K) Leipzig Stahlbau)              | Bitterfelder Straße 8                |
| 380 Privatgleisanschluss                                                          | Fa. W. Thieme, Steinholzfabrik Leipzig | | Dessauer Straße 14                   |
|                                                                                   | Walter Kratzsch, Holz-, Kohlen und Coks-Handlung | | Dessauer Straße 12                   |
|                                                                                   | Kraftwerk Nord | | Eutritzscher Straße 14b              |
|                                                                                   | Preußischer Freiladebahnhof | | Delitzscher Straße 2                 |

### Leipzig-Leutzsch (LLEL)
| Anschlussbahn                                    | Nutzer | Mitnutzer                                                                                | Anschrift                                     |
| ------------------------------------------------ | --- | ---------------------------------------------------------------------------------------- | --------------------------------------------- |
| 194 Anschlussbahn                                | 1. VEB Elektrostahlgußwerk Leipzig 2. VEB Gießereianlagen Leipzig-Leutzsch, Werk 6 |                                                                                          | Georg-Schwarz-Straße 181/183                  |
| 198 Anschlussbahn, abzweigend von Stammgleis 7   | Koch & Schilling | Pächter: 1. DHZ Kohle Auslieferungslager Böhlitz-Ehrenberg 2. VEB Kohlehandel Leipzig    | Friedrich-Engels-Straße 53, Böhlitz-Ehrenberg |
| 202 Anschlussbahn:                               | 1. VEB Holzbau Böhlitz-Ehrenberg 2. VEB Möbel und Innenausbau, später Mibella | VEB Starkstromanlagenbau Leipzig                                                         | Friedrich-Engels-Straße 74, Böhlitz-Ehrenberg |
| 204 Reichsbahneigenes Stammgleis II              | 1. VEB Sächsischer Modellbaubetrieb Leipzig 2. VEB Leipziger Gleis- und Tiefbau, ehem. Fa. Rudolpf & Schonath, später VEB Bau (K) Leipzig 3. Fa. Arno Müller, Bau- und Holzhandel 4. Fa. Weinhold & Hiller 5. Kirow Werke Leipzig |                                                                                          | Rückmarsdorfer Straße 28a                     |
| 210 Anschlussbahn                                | 1. VEB Leuchtenbau Leipzig 2. VEB Medizintechnik Leipzig |                                                                                          | Franz-Flemming-Straße 39a                     |
| 213 Anschlussbahn                                | VEB Leipziger Kugellagerfabrik Böhlitz-Ehrenberg, DKF II (später VEB Wälzlagerkombinat, Stammwerk DKF Leipzig) |                                                                                          | Ludwig-Hupfeld-Straße 18                      |
| 215 Hauptanschlussbahn                           | Gemeinschaftsanschlussbahn der Firmen: 1. VEB Industriearmaturen und Apparatebau Leipzig, Farben- und Lackfabrik Leipzig, Werk I u. III Fa. Dietzold & Co. 2. VEB Druckmaschinenwerk PolygraphZieh- und Walzwerk Körner & Kaise 3. VEB Medizintechnik Leipzig 4. VEB Getreidewerke Leipzig, Werk III 5. VEB Energie- und Kraftmaschinenbau |                                                                                          | Franz-Flemming-Straße 43–45                   |
| 218 Anschlussbahn, Stammgleis VI                 | 1. Fritz Schulze & Co, Press-, Zieh- und Stanzwerk 2. VEB Verbindungselemente Böhlitz-Ehrenberg (spätere Eingliederung in VEB Wälzlagerkombinat DKF Leipzig) |                                                                                          | Rudolf-Hartig-Straße 16/20, Böhlitz-Ehrenberg |
| 223 Anschlussbahn                                | VEB Bau (K) Leipziger Land (später VEB Wohnungsbaukombinat Leipzig, Kreisdirektion Bau-Produktionsleitung Leipziger Land, danach VEB Baukombinat Leipzig) Mitnutzer: VEB Gasversorgung Leipzig (später VEB Verbundnetz West Dessau) |                                                                                          | Heinrich-Heine-Straße 15, Böhlitz-Ehrenberg   |
| 237 Anschlussbahn                                | A. Neubert, Grundstückskonto Böhlitz-Ehrenberg | DHZ Pharmazie und Krankenhausbedarf, Leipzig                                             | Fabrikstraße 17, Böhlitz-Ehrenberg            |
| 239 Privatgleisanschluss                         | 1. Fa. Springer & Möller AG, Farben und Lackfabrik 2. VVB Farben und Lackfabrik Leipzig-Leutzsch, Werk I | Herbig-Haarhaus AG, Lackfabrik Würzburg                                                  | Franz-Flemming-Straße 15                      |
| 240 Privatgleisanschluss                         | 1. Fa. Arno Müller, Baugeschäft 2. Fa. Springer & Möller AG, Farben und Lackfabrik 3. VVB Farben und Lackfabrik, Werk II |                                                                                          | Franz-Flemming-Straße 15                      |
| 242 Anschlussbahn, Stammgleis VII                | VEB Dieselmotorenwerk Leipzig |                                                                                          | Heinrich-Heine-Straße 35, Böhlitz-Ehrenberg   |
| 246 Nebenanschlussbahn                           | VEB Farben- und Lackfabrik Leipzig-Leutzsch | VEB Reprotechnik Leipzig                                                                 | Georg-Schwarz-Straße 185                      |
| 247 Nebenanschlussbahn                           | VEB Armaturenwerk Leipzig |                                                                                          | Franz-Flemming-Straße 43–45                   |
| 248 Hauptanschlussbahn, Stammgleis I             | VEB Musik-Kultur Leipziger Pianofortefabrik Böhlitz-Ehrenberg I | 1. GHG Schuhe- und Lederwaren Bezirk Leipzig 2. Fa. Gebr. Hermsdorf KG Böhlitz-Ehrenberg | Ludwig-Hupfeld-Straße 16                      |
| 249 Anschlussbahn                                | VEB Getriebewerk Leipzig |                                                                                          | Fraunhofer Straße 1, Böhlitz-Ehrenberg        |
| 252 Anschlussbahn, Stammgleis II                 | VEB Deutsche Kugellagerfabrik, Leipzig-Böhlitz-Ehrenberg |                                                                                          | Rudolf-Hartig-Straße 16/20, Böhlitz-Ehrenberg |
| 258 Anschlussbahn, Stammgleis VIII               | VEB Armaturenwerk Leipzig |                                                                                          | Friedrich-Engels-Straße 68, Böhlitz-Ehrenberg |
| 259 Gemeinschaftsanschlussbahn, Industriegleis V | Holzbearbeitungs-Maschinenfabrik Jacobi & Eichhorn | Sächsische Glasgespinstfabrik Schulze & Co., Leipzig                                     | Franz-Flemming-Straße 25                      |
| 261 Privatgleisanschluss                         | 1. Fa. Franz Schlobach GmbH Böhlitz-Ehrenberg 2. VVB (Z) Sächs. Furnier- und Sägewerk, später VEB Sachsenfurnier 3. VEB Vereinigte Holzveredlungswerke Leipzig, Werk III mit Mitnutzern |                                                                                          | Oskar-Pflaume-Straße 56/60, Böhlitz-Ehrenberg |
| 270 Gemeinschaftsanschluss                       | 1. J. Konetzny, Leipzig-Lindenau 2. Fa. Seiler & Co. 3. Fa. Autogen Gasaccumulator AG, Berlin |                                                                                          | Georg-Schwarz-Straße 184                      |
| 279 Nebenanschlussbahn                           | VEB Kommunale Wohnungsverwaltung Böhlitz-Ehrenberg | Pächter: Fa. Gerhard Moran (später VEB Bauchemie Böhlitz-Ehrenberg)                      | Ludwig-Hupfeld-Str. 19                        |
| 376 Gemeinschaftsanschlussbahn                   | 1. VEB Sächsischer Metallbau 2. VEB Schweißgeräte und Apparatebau, ehemals Schumann & Severing 3. VEB Getriebewerk |                                                                                          | Fraunhofer Straße 1, Böhlitz-Ehrenberg        |
| 381 Anschlussbahn                                | VEB Leuchtenbau Leipzig |                                                                                          | Franz-Flemming-Straße 43                      |
| 383 Privatgleisnebenanschluss                    | abzweigend aus dem Privatgleisanschluss der Fa. F. W. Günther | Gustav Kitze (Inhaber: Wally Kitze)                                                      | Ludwig-Hupfeld-Straße 17                      |
| 387/3 Anschlussbahn                              | Eigentümer: VEB Metallguss Leipzig | Pächter: VEB Schwermaschinenbau S. M. Kirow Leipzig                                      | Gutenbergstraße 10, Merseburger Landstraße    |
| 387/4 Anschlussbahn                              | Koch & Schilling Böhlitz-Ehrenberg |                                                                                          | Friedrich-Engels-Straße 53, Böhlitz-Ehrenberg |

### Leipzig-Schönefeld(LLS)
| Anschlussbahn                                                                          | Nutzer                                                                                       | Mitnutzer                                  | Anschrift                         |
| -------------------------------------------------------------------------------------- | -------------------------------------------------------------------------------------------- | ------------------------------------------ | --------------------------------- |
| 196 Anschlussbahn                                                                      | VEB (K) Leipziger Verkehrsbetriebe Rat der Stadt Leipzig in Leipzig-Schönefeld (Heiterblick) |                                            | Teslastraße 2                     |
| 200 Nebenanschlussbahn                                                                 | 1. VEB Förderanlagen 2. VEB Kohleanlagen Leipzig 3. VEB Robotron Leipzig                     | VEB Wärmeanlagenbau Berlin, BT Leipzig     | Torgauer Straße 65                |
| 201 Nebenanschlussbahn                                                                 | VEB Leipziger Arzneimittelwerk, Hauptsitz Dresden                                            |                                            | Elisabeth-Schumacher-Straße 54/56 |
| 202/1 Anschlussbahn                                                                    | Chemieanlagenbau (ehemals VEB Förderanlagenbau Leipzig)                                      |                                            | Torgauer Straße 65                |
| 203 Nebenanschlussbahn                                                                 | VEB CAL Leipzig                                                                              |                                            | Torgauer Straße 65                |
| 208 Anschlussbahn                                                                      | Deutsche Akademie der Wissenschaften in Berlin, Institut Leipzig                             |                                            | Permoserstraße 15                 |
| 377 Nebenanschlussbahn abzweigend von Anschlussbahn des VEB Leipziger Arzneimittelwerk | VEB Galvanotechnik Leipzig, Werk II                                                          | Konsumgenossenschaftsverband Kreis Leipzig | Elisabeth-Schumacher-Straße 58    |
| 387/6 Anschlussbahn                                                                    | Staatlicher Straßenunterhaltungsbetrieb Leipzig                                              |                                            |                                   |
| 387/7 Anschlussbahn                                                                    | Fa. Dr. Willmar Schwabe Leipzig, später VEB Leipziger Arzneimittelwerk                       |                                            | Elisabeth-Schumacher-Straße 54–56 |

### Leipzig-Stötteritz (LLST)
| Anschlussbahn                | Nutzer                                                                                        | Mitnutzer                                                       | Anschrift               |
| ---------------------------- | --------------------------------------------------------------------------------------------- | --------------------------------------------------------------- | ----------------------- |
| 296/375 Privatgleisanschluss | Leipziger Messe- und Ausstellungs-AG (später Reichsmesseamt Leipzig, danach Technische Messe) |                                                                 | Deutscher Platz 4       |
| 297 Anschlussbahn            | VEB Baustoffversorgung Leipzig                                                                | VEB Straßen-, Gleis- und Tiefbau Leipzig VEB (K) Ausbau Leipzig | Dauthestraße 6          |
| 298 Anschlussbahn            | Fa. W. Resch, Kohlehandel Leipzig                                                             |                                                                 | Stötteritzer Straße 111 |
| 299 Anschlussbahn            | Fa. Städtische Baugesellschaft Leipzig (später Rat der Stadt Leipzig, Haus- und Grundbesitz)  |                                                                 | Dauthestraße 6          |

### Wiederitzsch(LWI)
(Industriestammgleise A und B ausgehend von Wiederitzsch: siehe Gleisplan Leipzig-Mockau (LLMO))
| Anschlussbahn                  | Nutzer | Mitnutzer                                         | Anschrift                |
| ------------------------------ | --- | ------------------------------------------------- | ------------------------ |
| 265 Anschlussbahn              | VEB (K) Industrielack Leipzig | VEB Montan Leipzig                                | Zschortauer Straße 73/77 |
| 518 Anschlussbahn              | Fa. K. Seifert, Leipzig Getreidehandel (später VEB Kombinat Getreidewirtschaft, Betrieb Leipzig)                                                        |                                                   | Essener Straße 20        |
| 519 Nebenanschluss             | vom Hauptanschluss des Maschinen- & Heizungsbetriebes Leipzig, Industriestammgleis A                                                                    | VEB Holzbauwerke Leipzig                          | Zschortauer Straße 57    |
| 520 Nebenanschluss             | VEB Holzbauwerke Leipzig |                                                   | Zschortauer Straße 57    |
| 521 Privatgleisanschluss       | Fa. Niederlausitzer Eisenhandel Gebr. Thron, Lauchhammer/West                                                                                           | Pächter: VEB Montan Leipzig                       | Zschortauer Straße 76    |
| 522 Gemeinschaftsanschlussbahn | 1. Leipziger Brotfabrik Joachim Pätz & Co. 2. Ges. für Eiweißfuttermittel Friedrich John & Co. 3. L. Vogt, Leipzig-Eutritzsch, Waagenfabrik             |                                                   | Zschortauer Straße 50    |
| 523 Anschlussbahn              | L. Vogt, Leipzig-Eutritzsch, Waagenfabrik |                                                   | Zschortauer Straße 50    |
| 524 Privatgleisanschluss       | 1. Leipziger Brotfabrik Joachim Pätz & Co. 2. VEB Backwarenkombinat Leipzig                                                                             |                                                   | Zschortauer Straße 50    |
| 525 Privatgleisanschluss       | Leipziger Eisen- und Stahlhandel (später VH Metallhandel Leipzig, ehemals Otto Wolff Eisengroßhandel)                                                   |                                                   | Zschortauer Straße 91    |
| 526 Anschlussbahn              | VEB Montan Leipzig |                                                   | Zschortauer Straße 76    |
| 527 Anschlussbahn              | Fa. Wilhelm Krümmling | Pächter: Fa. Hugo Kirchhof, Holz & Kohlen Leipzig | Eythstraße               |
| 528 Privatgleisanschluss       | Gemeinschaftsanschluss von DHZ Metallurgie Leipzig, Stahl & Metallhandel und DHZ Schrott (später Anschluss des VEB Kombinat Metallaufbereitung Leipzig) |                                                   | Zschortauer Straße 66    |
| 529 Anschlussbahn              | 1. VEB Schwefelveredlung, Werk II Härtemittel Leipzig, ehemals Carl H. Braun KG 2. Schwarzwälder Lederkohlen- & Härtemittelfabrik                       |                                                   | Zschortauer Straße 70–72 |
| 530 Privatanschlussgleis       | VEB Schwermaschinenbau, Verlade- und Transportanlagen Leipzig (ehemals Adolf Bleichert, Transportanlagenfabrik, später VEB Transportanlagenfabrik)      | Fa. Conrad Kühn Leipzig                           | Zschortauer Straße 2     |
| 531 Privatgleisanschluss       | Gebr. Stöckel, Leipzig-Eutritzsch, Maschinenfabrik (später VEB Dampfautomat Leipzig)                                                                    |                                                   | Zschortauer Straße 96    |
| 532 Anschlussbahn              | 1. Kühl-Transit-Verkehrs AG Leipzig 2. RAW „Einheit“ Leipzig                                                                                            |                                                   | Zschortauer Straße 63    |
| 533 Anschlussbahn              | VEB Holzbauwerke Leipzig |                                                   | Zschortauer Straße 57    |
| 534 Privatgleisanschluss       | 1. Baumeister Albin Neumann Leipzig-Gohlis 2. VHZ Schrott VEB Leipzig                                                                                   |                                                   | Zschortauer Straße 66    |
| 535 Privatgleisnebenanschluss  | Fa. R. Welker Fa. G. Rudolf Friedrich, Blitzableiterfabrik Leipzig (spätere Gleisübernahme durch DHZ Chemie Leipzig)                                    |                                                   | Zschortauer Straße 3     |

## Gleispläne

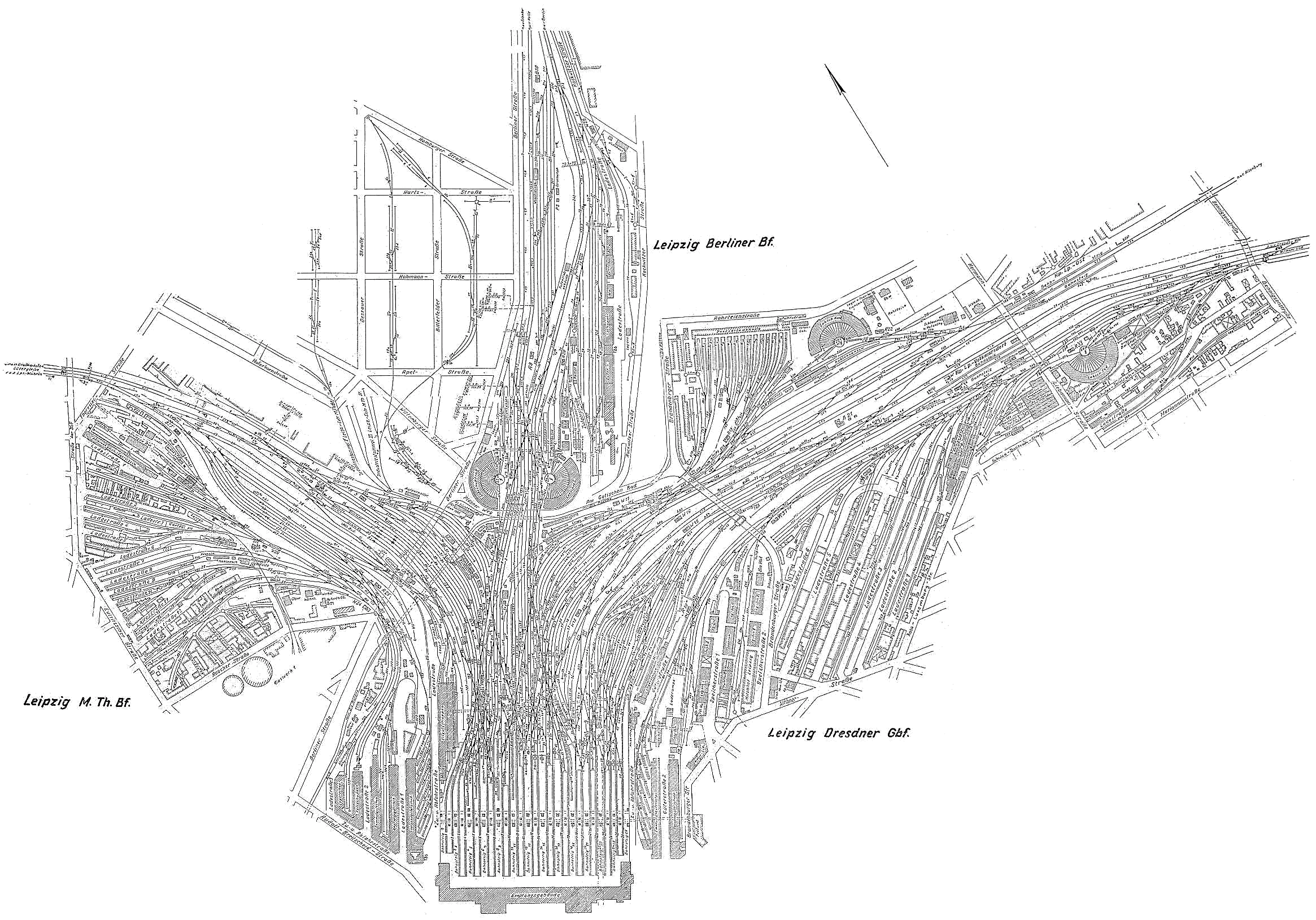
Leipzig - Hauptbahnhof (LL), Berliner Bahnhof (LLBB), Magdeburg-Thüringer Bahnhof (LLM), Dresdner Güterbahnhof (LLD)
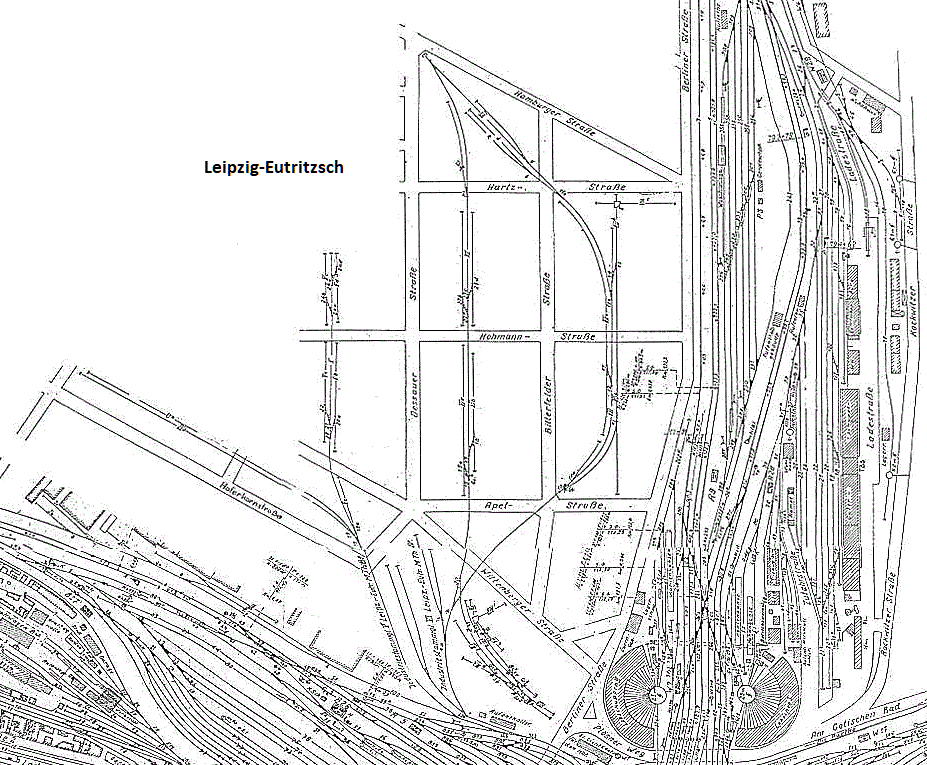
Ausschnitt Leipzig-Eutritzsch
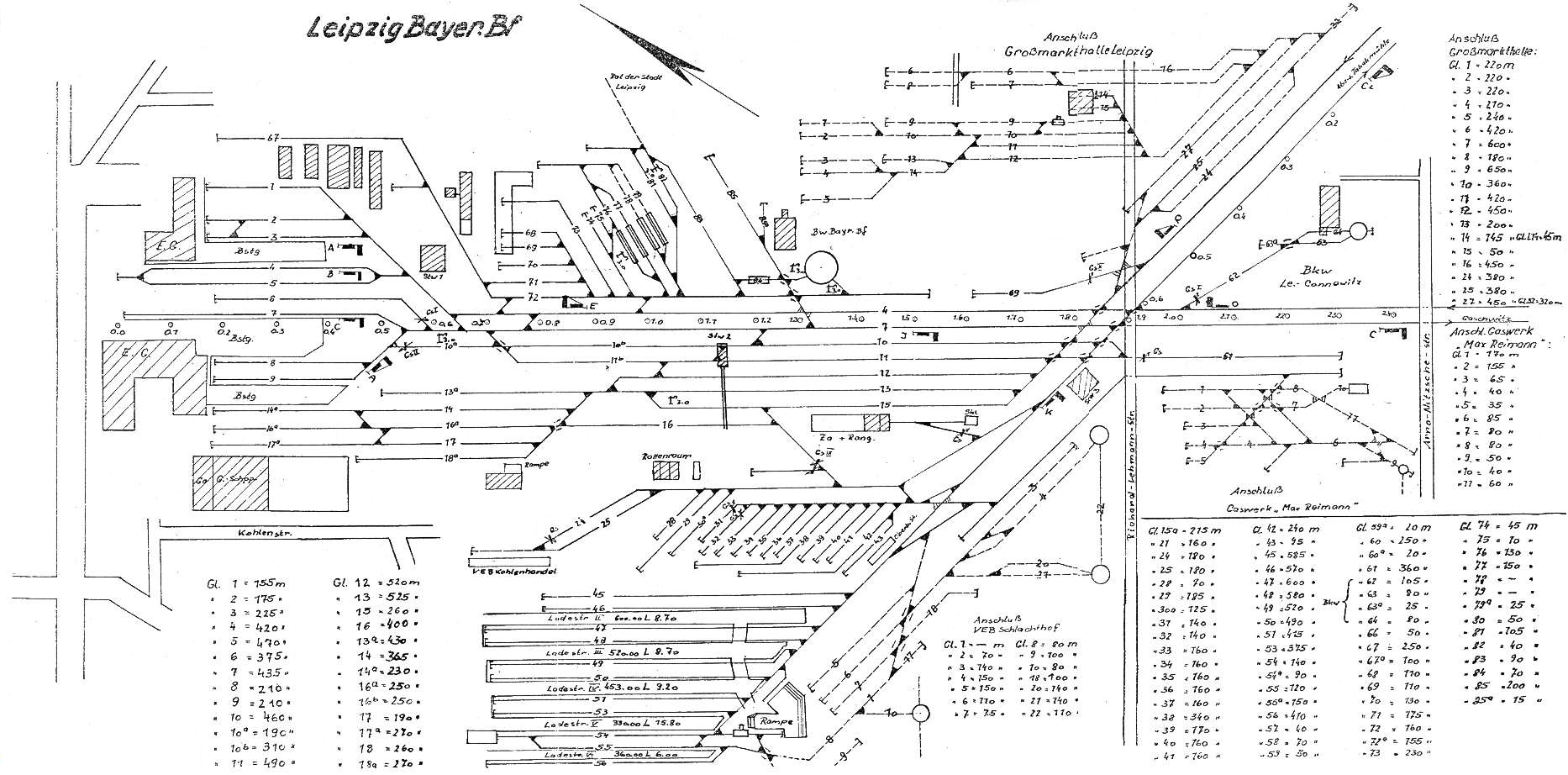
Leipzig - Bayerischer Bahnhof (LLB)
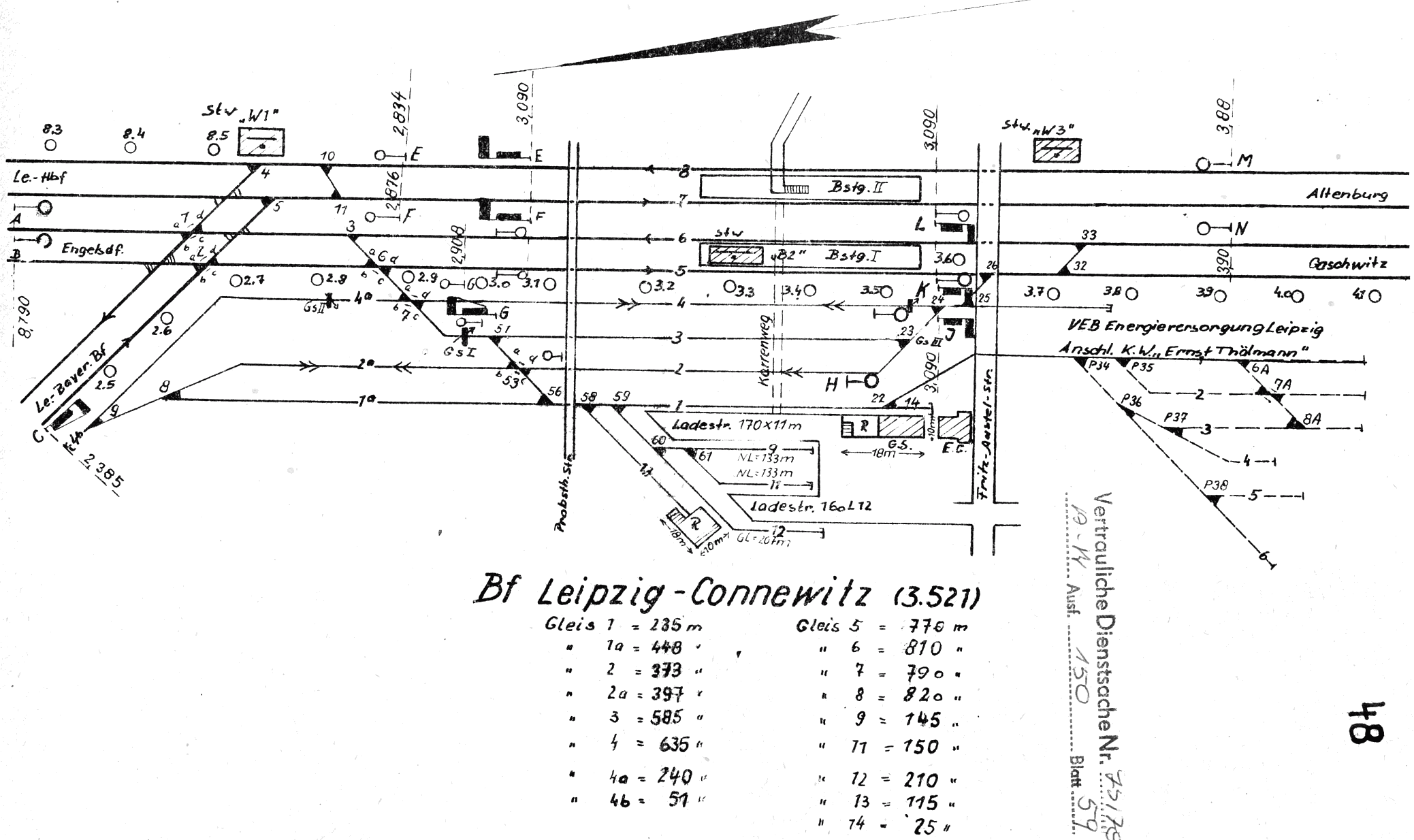
Leipzig-Connewitz (LLC)
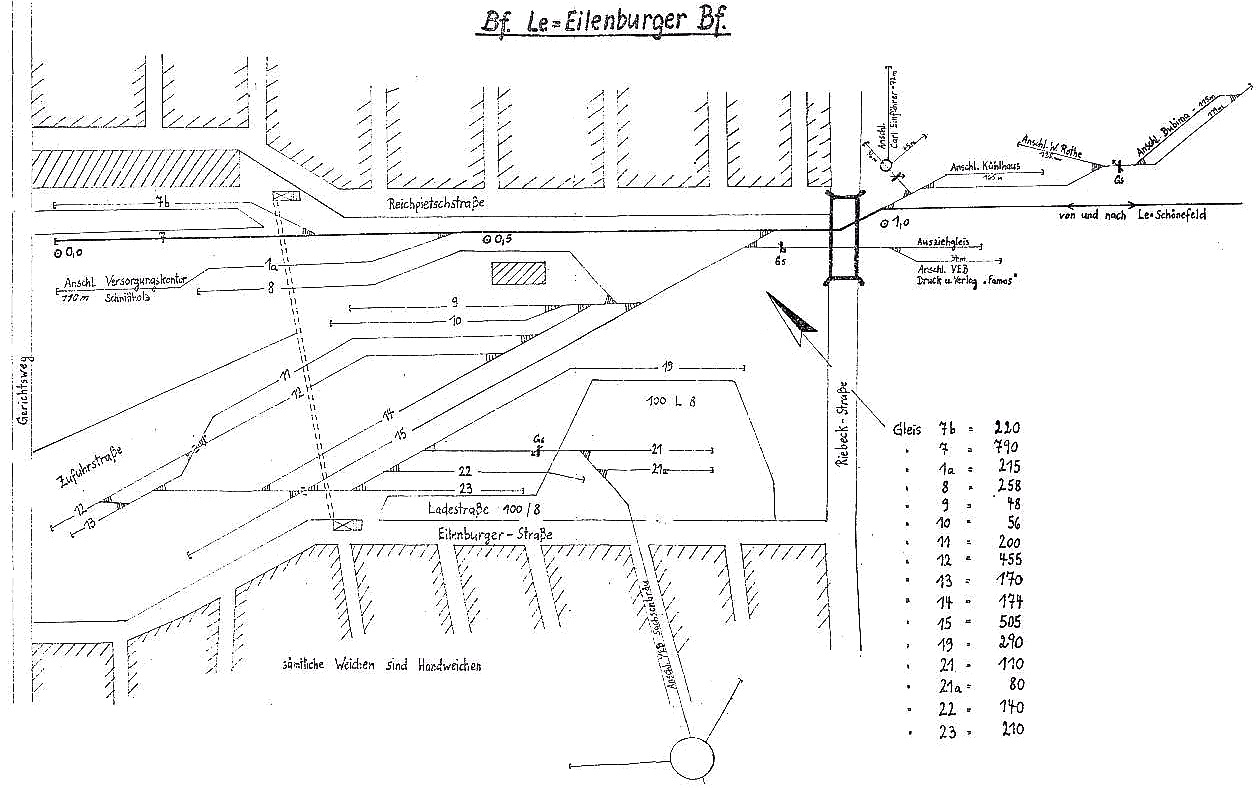
Leipzig - Eilenburger Bahnhof
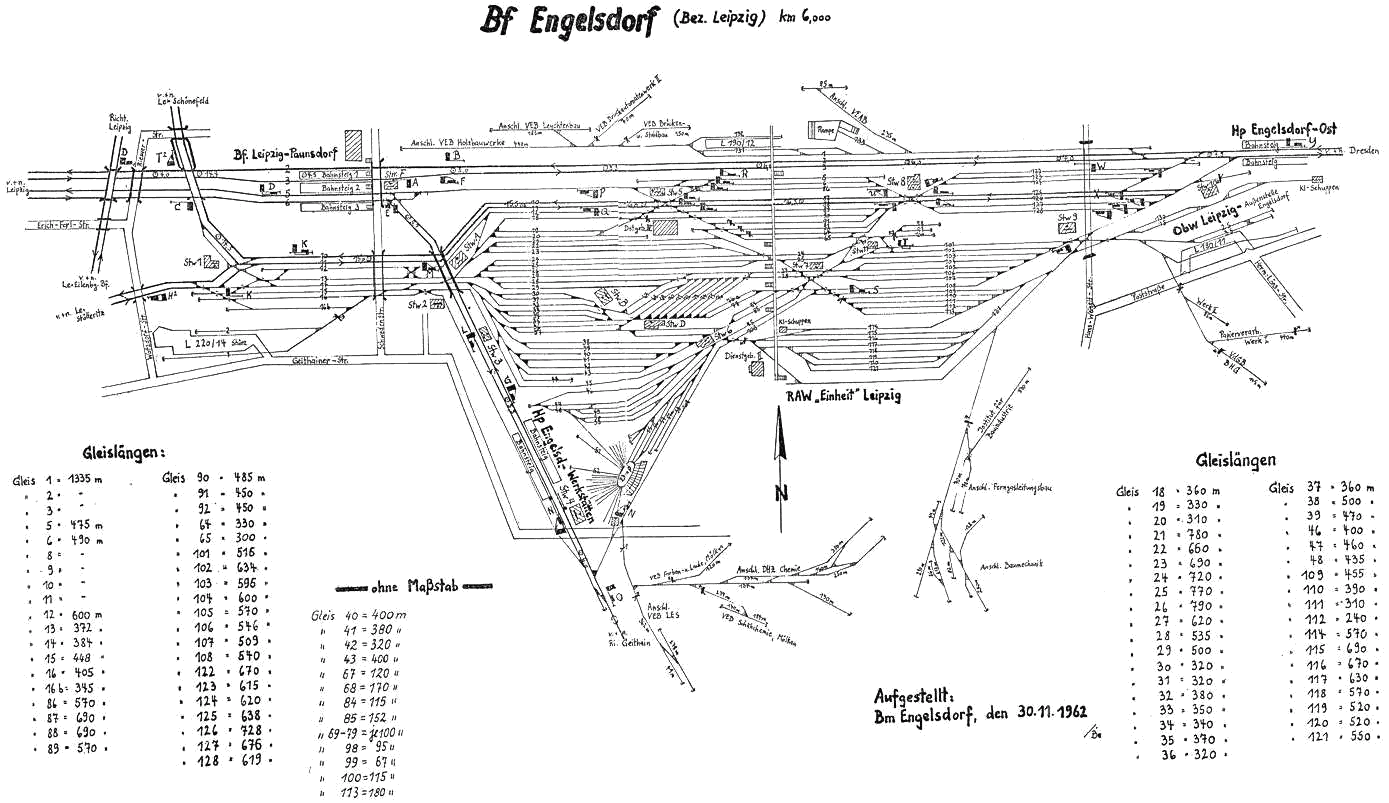
Engelsdorf (LE)
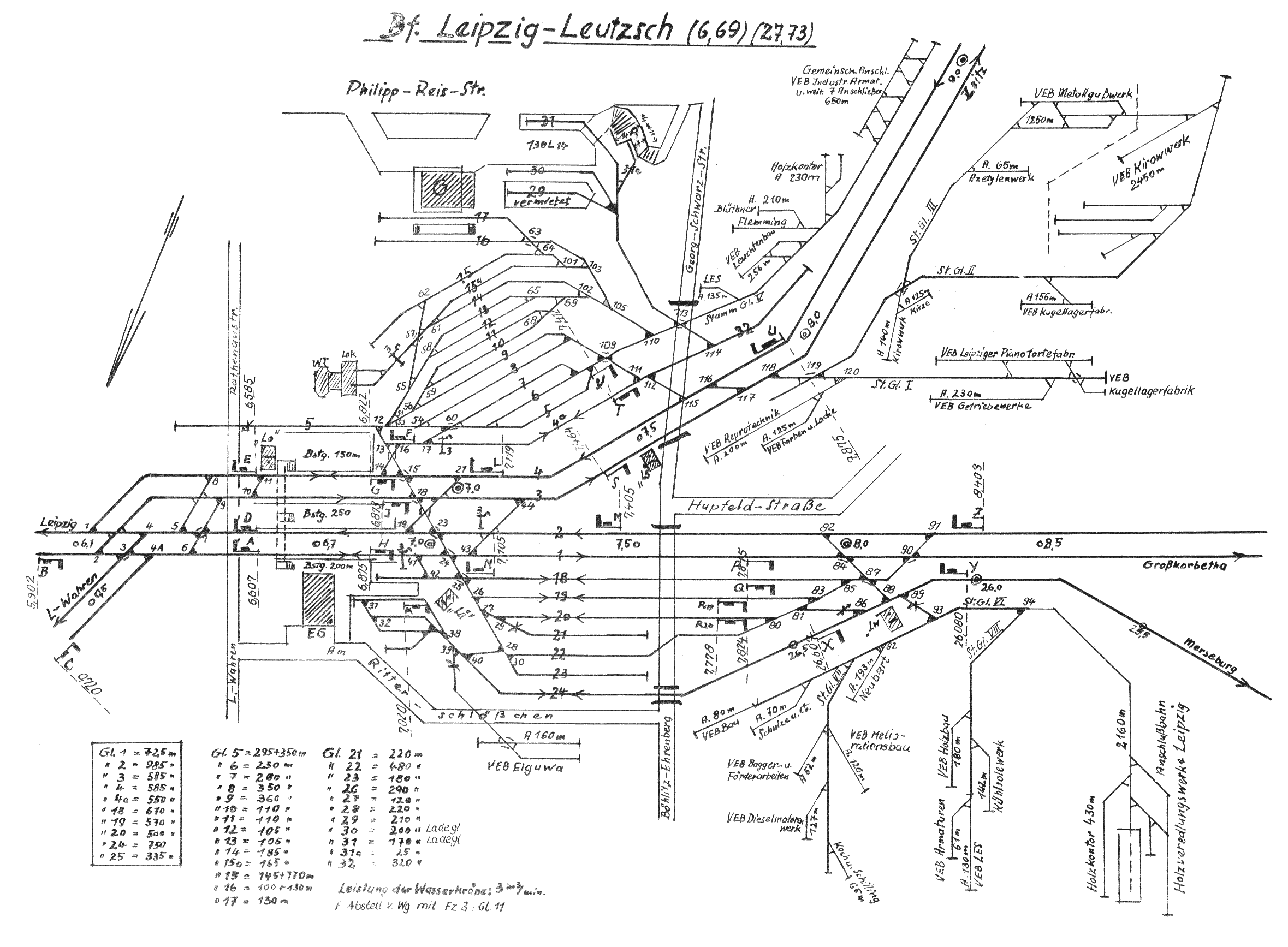
Leipzig-Leutzsch (LLEL)
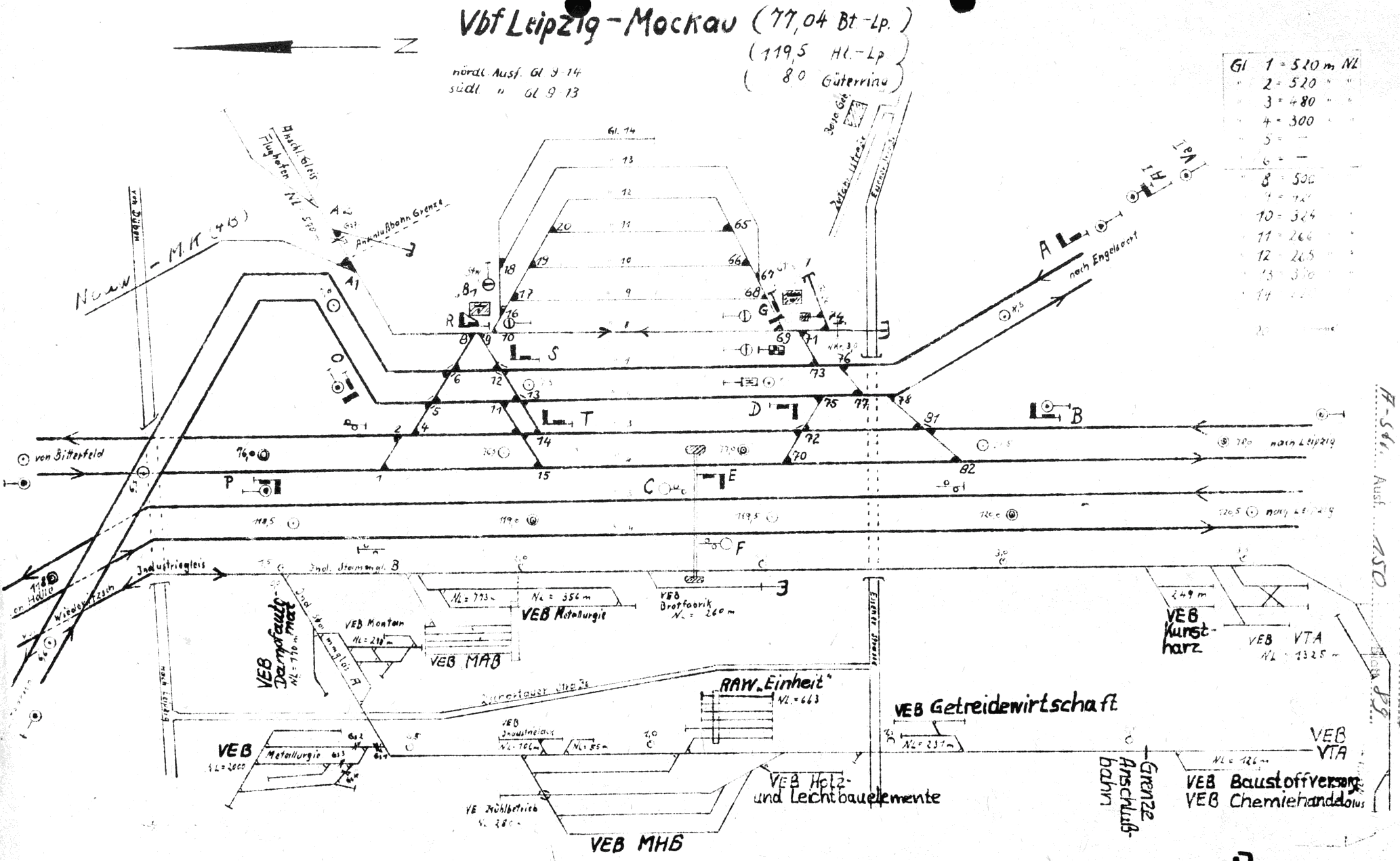
Leipzig-Mockau (LLMO)
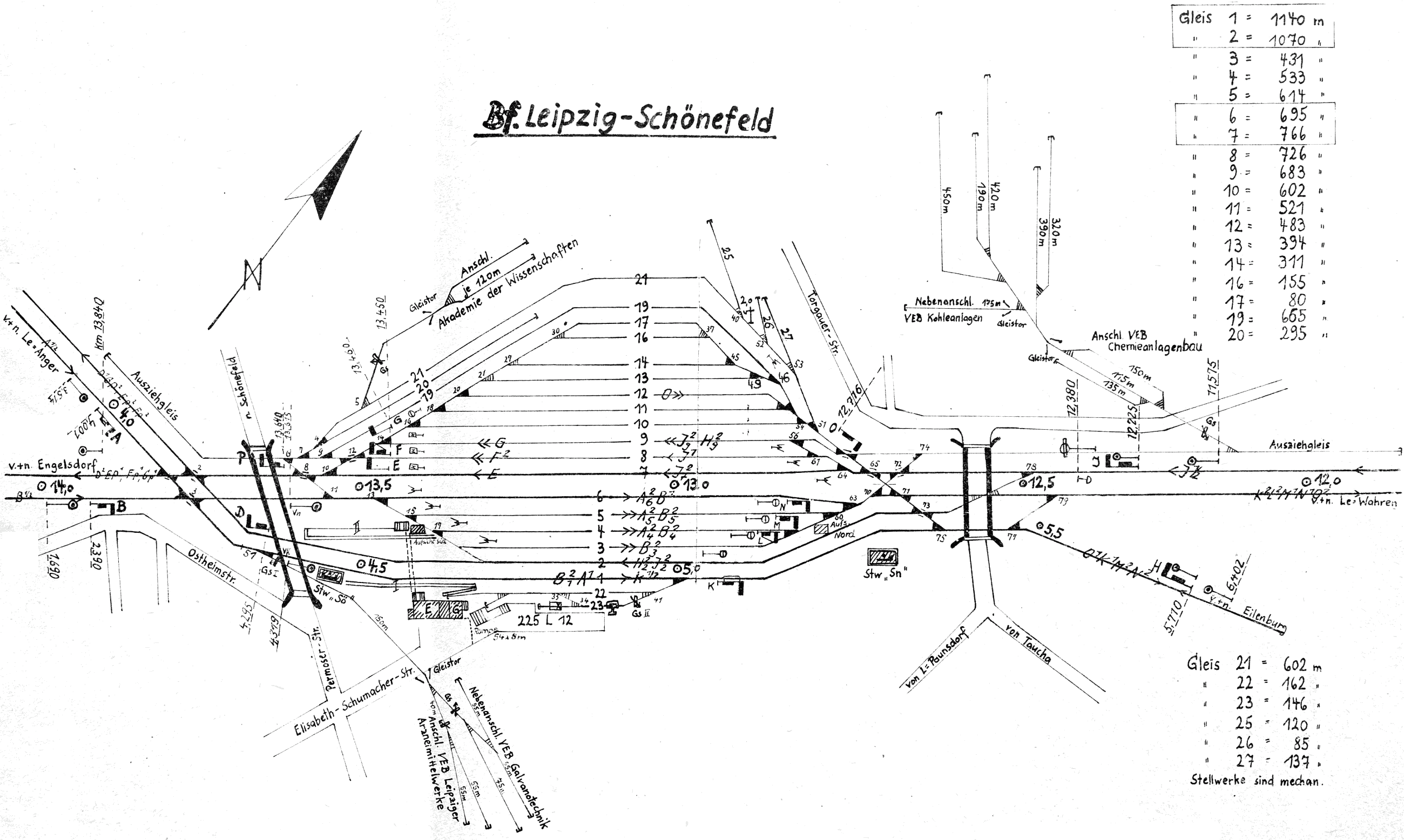
Leipzig-Schönefeld (LLS)
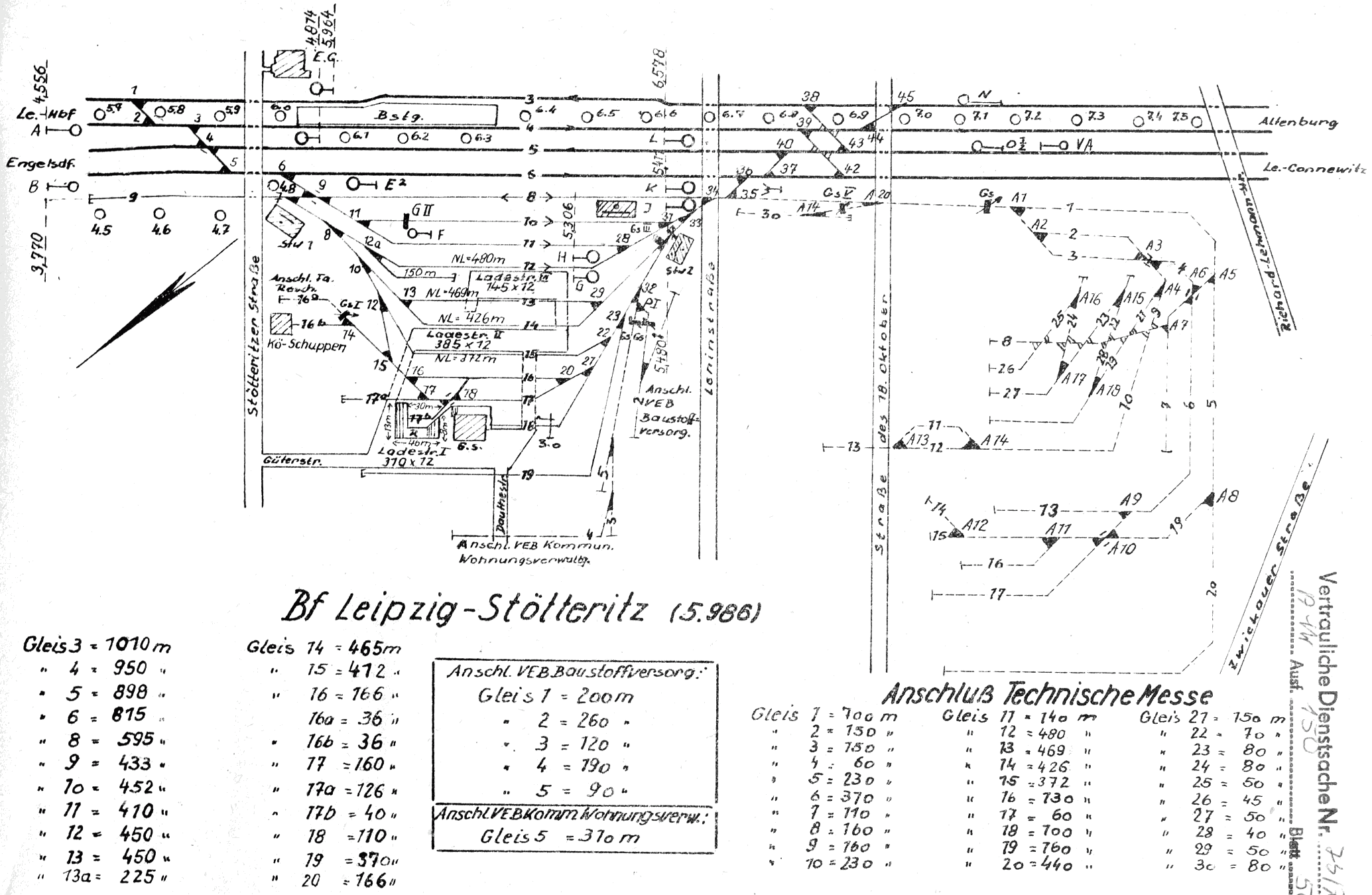
Leipzig-Stötteritz (LLST)
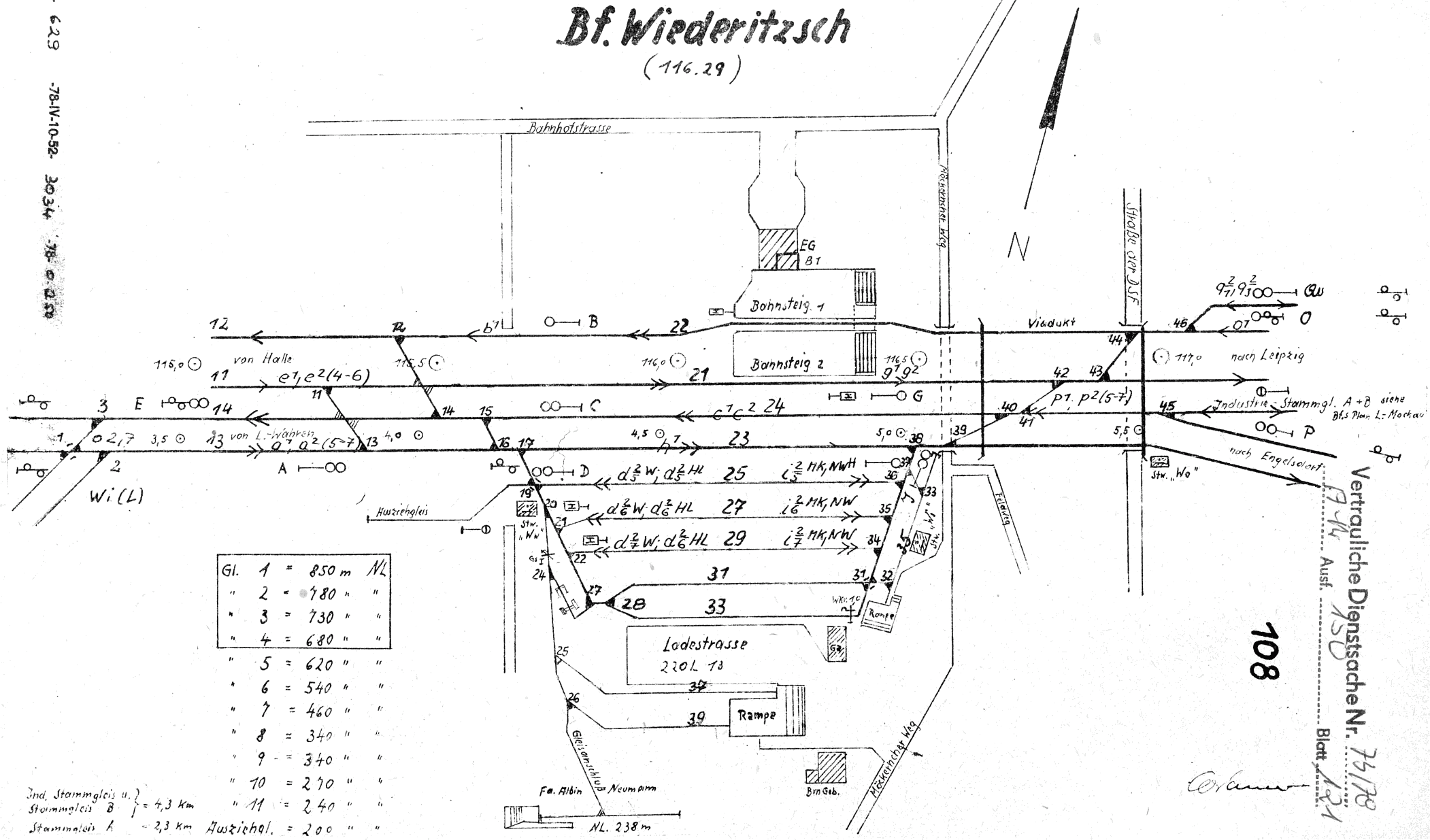
Wiederitzsch (LWI)